# Red Sonja (film din 2025)
Red Sonja este un film american de sabie și vrăjitorie, regizat de M. J. Bassett și scris de Tasha Huo, bazat pe personajul cu același nume. Filmul o are în distribuție pe Matilda Lutz în rolul principal, cu Wallis Day, Robert Sheehan, Michael Bisping, Martyn Ford, Eliza Matengu, Rhona Mitra și Veronica Ferres în alte roluri.
Lansarea filmului în cinematografe este programată pentru 15 august 2025 de către Samuel Goldwyn Films⁠(d).

## Rezumat
Înrobită de un tiran malefic care dorește să-i distrugă poporul, vânătoarea barbară Red Sonja⁠(d) trebuie să adune un grup de războinici improbabili pentru a-i înfrunta pe Draygan Magnificul și pe mireasa sa mortală, Annisia Întunecată.

## Distribuție
- Matilda Lutz – Red Sonja
- Wallis Day –  Annisia[4]
- Robert Sheehan – Draygan[5]
- Michael Bisping – Hawk
- Martyn Ford – generalul Karlak
- Eliza Matengu – Amarak
- Veronica Ferres – Așera și mama lui Red Sonja
- Katrina Durden – Saevus[6]
- Manal El-Feitury – Ayala[6]

Adițional, actrițele Rhona Mitra, Kate Nichols și Danica Davis au fost distribuite în roluri nedezvăluite.